# ماري تورنر شو
ماري تورنر شو (بالإنجليزية: Mary Turner Shaw)‏ هي مهندسة معمارية أسترالية، ولدت في 14 يناير 1906، وتوفيت في 23 أبريل 1990 في St Kilda, Victoria ‏ في أستراليا.